# Francisco Xavier de Oliveira
Francisco Xavier de Oliveira, bekannt auch als Le Chevalier Oliveira (* 21. Mai 1702 in Lissabon, Portugal; † 18. Oktober 1783 in Hackney, heute London, Großbritannien), war ein portugiesischer Schriftsteller und Denker der Aufklärung.

## Leben und Wirken
Ausgebildet durch die Jesuiten, wurde er 1729 zum Christusritter geschlagen und verließ 1734 erstmals Portugal, wo er zunächst in Wien als Botschaftssekretär ein ruinöses Leben führte. Dann ging er nach Utrecht in die Niederlande, wo er mit niederländischen Juden zusammentraf und er erste Zweifel an seinem Glauben bekam. 1744 dann zog er nach England, wo er sich in Hackney niederließ und seitdem bis zu seinem Tod als freier Schriftsteller tätig war. Dort trat er auch der Anglikanischen Kirche bei.
Er starb am 18. Oktober 1783 in Hackney.

## Denker und Aufklärer
Oliveira kritisierte seine Heimat Portugal und vor allem die Bigotterie der katholischen Kirche dort sowie die allumfassende Inquisition. Sein Werk kann der geringen portugiesischen Aufklärung zugerechnet werden, wo er neben Luís António Verney der einzige Vertreter ist. An den Diskussionen über die metaphysischen Gründe für das Erdbeben von Lissabon 1755 beteiligte er sich mit Essays. Denker wie Voltaire oder Kant hatten diese Diskussion europaweit angestoßen.
Ein bekannter Satz von ihm ist: „Lissabon ist ein schöner Stall“.
Er hinterließ vor allem Briefe, Memoiren, Reiseberichte und Essays.

## Verfolgung durch die Inquisition
Die portugiesische Inquisition setzte grundsätzlich alle Werke von Oliveira auf den Index und verbot diese, zum einen wegen seines protestantischen Glaubens, zum anderen wegen seiner Kritik an der Kirche und der Inquisition.
Sie veranlasste sogar ein Autodafé am 21. September 1761 im Kreuzgang des Klosters São Domingos, wo man eine Figur des Schriftstellers verbrannte.

## Werke
- Memoires de Portugal, 1741.
- As cartas familiares, 1741–1742.
- Recreação Periódica, 1751.
- Discours Pathétique, 1756, als Kommentar zum Erdbeben von 1755.
- As Reflexões de Félix Vieyra Corvina de Arcos, 1767.